# HMS Fiji (58)
Pour les articles homonymes, voir Fiji (homonymie).
Le HMS Fiji (58) est un croiseur léger de la classe Crown Colony construit pour la Royal Navy. Lancé le 31 mai 1939 et armé le 17 mai 1940, il intègre la Home Fleet, avant de rejoindre la Force H de la Mediterranean Fleet en avril 1941 afin d'escorter les convois ravitaillant Malte. Il participe ensuite à la bataille de Crète, durant laquelle il est coulé le 22 mai 1941 par des avions de la Luftwaffe.

## Conception
Le HMS Fiji était un croiseur de classe Crown Colony construit avant la seconde guerre mondiale . Malgré le fait que son déplacement soit limité par des traités internationaux, il transportait de nombreux canons de 152 mm à tir rapide.

## Histoire
Le HMS Fiji a été initialement affecté à la Home Fleet en 1940. Au mois d'août 1940, le croiseur léger fût choisit pour participer à l'opération Menace, l'attaque du port de Dakar pour y installer la France Libre. Malheureusement pour lui, le croiseur léger est torpillé le 1er septembre 1940 par le sous-marin U-32 au large des Hebrides l'obligeant à faire demi tour en direction de la Clyde pour réparations. Le croiseur est en réparations jusqu'à la fin de l'année 1940.
Après avoir passé tout le mois de janvier en essais et remise en condition, il reprend le service actif depuis Scapa Flow pour des patrouilles anti-raiders dans la région notamment le détroit du Danemark, voie de passage privilégiée par les croiseurs et cuirassés allemands.
Le 1er avril 1941, il escorte le porte-avions Argus en direction de Gibraltar pour l'opération Winch, une opération de livraisons de chasseurs à l'île-forteresse de Malte. Quatre jours plus tard, il retrouve le porte-avions Ark Royal et le croiseur Renown de la force H pour une recherche des croiseurs de bataille Scharnhorst et Gneisenau avant d'escorter le même porte-avions à la fin du mois pour une nouvelle opération de livraison de chasseurs, l'opération Dunlop.
Le 13 mai 1941, il appareille pour Heraklion en compagnie du croiseur léger Gloucester pour transporter des troupes. Les troupes sont débarquées le 16 mai et il retrouve la force B qui intègre ensuite la force A en compagnie des cuirassés Warspite et HMS Valiant, soutenant ainsi la force C (Naiad, Perth, Calcutta et Carlisle plus trois destroyers). Les britanniques neutralisent la force d'invasion navale de l'opération Merkur qui doublait l'opération aéroportée.
Les allemands ne vont pas laisser cet affront impuni et les navires britanniques au large de la Crète sont soumis le 22 mai à de terribles attaques aériennes. Le destroyer Greyhound est le premier à succombé et le Fiji récupère des survivants en compagnie du Gloucester.
La DCA du Gloucester commence à manquer de munitions et est touché par quatre bombes qui provoqua une série d'explosions secondaires et une innondation de certains compartiments, les dégâts s'aggravant avec des coups au but.
Le Fiji largue des radeaux de sauvetage et tente de s'enfuir mais sera coulé dans la journée. Sur les 807 marins à bord, seulement 85 marins purent s'en sortir.
Le Fiji est à son tour endommagé par un coup à toucher qui provoque une voie d'eau au niveau des compartiments propulsion, l'obligeant à réduire la vitesse alors que la bande ne cessait de s'aggraver.